# 草地章江
草地 章江（くさち ふみえ、1969年11月24日 - ）は、日本の元声優、元ロック歌手。1989年、歌手として芸能界にデビュー。1990年代には主に声優で活躍し『クレヨンしんちゃん』の鳩ヶ谷ミッチー役で知られるようになる。
イメージカラーは赤。

## 経歴・人物
1969年11月24日、東京都調布市に生まれる。
中学校2年生の時、バンドに入ろうと『ぴあ』の募集欄を見たところ、全てボーカル以外の募集だったため断念。友人たちのバンドに同行してスタジオに通いつめたりもしていたという。
高等学校在学中（1年生修了の前後）にはバンドでボーカルを担当し、歌手のキャリア開始。2年生在学中に知人の紹介でマイティーハウスに所属（草地を紹介した知人がマイティーハウスの社長と知り合いだったことによる）。
卒業後は大学進学を真剣に考えていた（進学校だった）が断念、約1年間の準備期間を経て1989年2月21日、シングル「Sailing Alone」とアルバム『NOT ALONE』を同時にリリース。プロ歌手としてデビューする。当時の所属事務所はマイティーハウス → ノーサイド音楽出版、レコード会社はハミングバードと、いずれも中村あゆみと同じであった。そのため、アルバムには鎌田ジョージなど中村と繋がりの深いアーティストが多数参加している。
1993年、OVA『アイドル防衛隊ハミングバード』の取石卯月役で声優としての活動を開始。同作のオープニング曲などを歌う。1995年には写真集を出している。
『クレヨンしんちゃん』の鳩ヶ谷ミッチー役を2004年に降板。芸能界は引退しており、理由は体調不良であるといわれている。

## 出演
太字はメインキャラクター。

### テレビ番組
- ラジオDEごめん（1988年10月 - 1989年9月、中京テレビ）水曜パーソナリティ - ヒルビリー・バップスの川上剛、レピッシュのMAGUMIとともに担当。番組放送開始当時の草地はまだレコードデビュー前で、名前の「章江」（ふみえ）を「あきえ」と読み間違えられることが多かったが、レコードデビューを挟む形で番組のレギュラーを務め、名前を浸透させていった。
- シネ・クラ（1996年1月9日 - 2000年5月30日、日本テレビ）
- PaPaPaPa PUFFY（1997年10月1日 - 2002年3月31日、テレビ朝日）人形の声（2役）
- ANIMEX倶楽部（1998年5月4日 - 1999年3月22日[注釈 1]、キッズステーション）司会 - 影山ヒロノブとともに担当。CSチャンネルの番組だが、テレビ埼玉でも放送されていた。
- 快楽通信（番組終了。テレビショッピング PV出演 1996年8月15日にゲスト出演）

### ラジオ番組
- 草地章江 真っ赤なレモン（1988年10月 - 1990年3月、東海ラジオ）
- ハミングバード情報局（ノン子とのび太のアニメスクランブル内コーナー番組、文化放送）
- 草地章江のRadio Quovadis（1995年10月14日 - 1996年3月23日、文化放送）
- ラジオガンガン（1996年4月6日 - 1996年9月28日、文化放送） - 共演：緒方賢一。
- 草地章江 なまけものの夢（1996年4月27日 - 1997年4月5日、TBSラジオ）
- VA探偵局・もえもえラジメージュ（1996年10月5日 - 1997年3月29日、文化放送）
- 草地章江の世界征服しちゃう宣言（1997年10月8日 - 1998年9月30日、文化放送）
- 岩田光央と草地章江のふたりエッチ（1999年1月5日 - 1999年3月30日、文化放送）

### テレビアニメ
- クレヨンしんちゃん（1997年 -2004年、鳩ヶ谷ミッチー〈初代〉）
- 魔法のステージファンシーララ（1998年、夢野美樹[10]）

### OVA
- アイドル防衛隊ハミングバード（1993年、取石卯月）
- 今日から俺は!!（1994年 - 1996年、理子[11]）
- GALL FORCE THE REVOLUTION（1996年 - 1997年、ルフィ）
- TWIN SIGNAL（1996年、への3号）
- 厄災仔寵（1997年、役仔蘭）

### 劇場アニメ
- クレしんパラダイス! メイド・イン・埼玉（1999年、ミッチー）
- クレヨンしんちゃん 爆発!温泉わくわく大決戦（1999年、ミッチー）
- クレヨンしんちゃん 嵐を呼ぶジャングル（2000年、ミッチー）
- クレヨンしんちゃん 嵐を呼ぶ 栄光のヤキニクロード（2003年、ミッチー）[12]

### ゲーム
- 同級生（1992年、斉藤亜子）
- プリンセスメーカー2（1993年、マルシア・シェアウェア）
- 対戦アイドル麻雀ファイナルロマンスR（1996年、藤崎美夏）[13]
- 金田一少年の事件簿2 地獄遊園殺人事件（1998年、白石幸子）
- 個人教授（1998年、西村菜々子）
- DEBUT21（1998年、井上美保）

### 音声ドラマ
- アイドル防衛隊ハミングバードシリーズ（取石卯月）
- 浪漫倶楽部 サウンドシアター（綾小路澄美）

### ドラマCD
- 魔法陣グルグル 〜水晶玉を取り戻せ! 暗闇の中は大コンランですぞ!!〜（カモン）

## ディスコグラフィ

### シングル
1. Sailing Alone （1989年、ハミングバード） c/w RAINBOW FLAG
2. 君は何色に輝きたい? （1989年、ハミングバード） c/w Hanky Panky
3. 大っキライ! （1990年、ハミングバード） c/w Rising Generation
4. Love Wing （1993年、東芝EMI）
5. ロマンスに秒読み（1994年、東芝EMI）
6. 知らない。（1996年、ソニー・ミュージックエンタテインメント） c/w ARK 〜未来を探して〜
7. お願い、何か言って（1996年、ソニー・ミュージックエンタテインメント） c/w しあわせな子供
8. 正直はバカを見る（1996年、ソニー・ミュージックエンタテインメント） c/w きれいな虹を見たい
9. IN MY SOUL （1998年、日本コロムビア） c/w DESTINY

### アルバム
- NOT ALONE （1989年、ハミングバード）

1. 「DANCIN' DYNAMITE」
2. 「Sailing Alone」
3. 「今夜だけI LOVE YOU」
4. 「いっしょにいたい」
5. 「Clap Your Hands」
6. 「Gimme Gimme Everything」
7. 「Girls On The Road」
8. 「IN THE RAIN」
9. 「Sympathy」
10. 「BEST FRIEND」

- MAGICAL BEAT （1989年、ハミングバード）

1. 「大っキライ!」
2. 「First inspiration」
3. 「Rising Generation」
4. 「Give me your love」
5. 「Rollin' Rollin'」
6. 「JUNGLE DE BOOGIE」
7. 「君は何色に輝きたい?」
8. 「Broken my heart」
9. 「PLEASE PLEASE ME」
10. 「EVERYDAY」
11. 「MAGIC」

- WINGS OF ANGEL （1994年、東芝EMI）

1. 「地球旅行」
2. 「ロマンスに秒読み」
3. 「神様も知ってる」
4. 「Escape Journey」
5. 「好きと言えない」
6. 「Love Wing （English Version）」

- FACES （1996年、ソニー・ミュージックエンタテインメント）

1. 「Follow me 〜ついておいで〜」
2. 「桜の下にもたれて」
3. 「ひとつだけ覚えてて」
4. 「しあわせな子供（rhythm method mix）」
5. 「小説「ラッシュアワー」」
6. 「正直はバカを見る」
7. 「知らない。（club mix）」
8. 「お願い、何か言って（sensitive mix）」
9. 「お姉さまとお呼び。」
10. 「人の前でキスはできない」
11. 「message F.」

- Pure （1998年、日本コロムビア）

1. 「STILL LOVE」
2. 「世界一星空が遠い場所から」
3. 「Pure」
4. 「KI-RA KI-RA」
5. 「二人のラストシーン」
6. 「DESTINY」
7. 「恋は輝きの中に」
8. 「IN MY SOUL」
9. 「Give me you love」
10. 「夜明け」

### 写真集
青木保夫『草地章江写真集 ウイングス・オブ・エンジェル』キネマ旬報社、1995年。ISBN 4-87376-122-0。全国書誌番号:95039221。